# Jordana Spiro
Jordana Ariel Spiro (nacida el 12 de abril de 1977) es una actriz de cine y televisión, conocida por protagonizar en My Boys como P.J. Franklin.
Spiro nació y fue criada en Manhattan. Fue criada en una familia Judía y tiene un hermano y tres hermanas.
Spiro estudió en Circle en el Teatro Square y asistió brevemente a Royal Academy of Dramatic Art en Londres. En otoño de 2009, comenzó el Programa MFA en la Universidad de Columbia.
Spiro protagonizó en la comedia My Boys. Interpretó a P.J., una chica reportera de deportes que trata de encontrar romance en su mundo que es dominado por amigos masculinos. La serie tuvo su cuarta y última temporada en 2010.
Spiro también apareció en The Goods: Live Hard, Sell Hard, junto a Jeremy Piven, Ed Helms y Rob Riggle, y producida por Will Ferrell y Adam McKay. Fue dirigida por Neal Brennan.
Estuvo en Cold Case, Out of Practice y CSI: NY.
Spiro fue elegida recientemente junto a Nicolas Cage y Nicole Kidman en Trespass.

## Filmografía
| Año         | Título                                        | Papel                     | Notas                                             |
| ----------- | --------------------------------------------- | ------------------------- | ------------------------------------------------- |
| 1995        | Maybe This Time                               | Chase                     | Serie de televisión, 1 episodio: The Other Mother |
| 1996        | Her Last Chance                               | Camarera                  | Película para televisión                          |
| 1996        | If These Walls Could Talk                     | Alison (segmento "1974")  | Película para televisión                          |
| 1997        | Buffy the Vampire Slayer                      | Callie Anderson           | Serie de televisión, 1 episodio: Reptile Boy      |
| 1998        | Beverly Hills, 90210                          | Carrie Knox               | Serie de televisión, 1 episodio: Dealer's Choice  |
| 1998        | City Guys                                     | Zoey                      | Serie de televisión, 1 episodio: A Guy and a Goth |
| 1998        | One World                                     | Alex                      | Serie de televisión, 1 episodios                  |
| 1999        | From Dusk till Dawn 3: The Hangman's Daughter | Reece                     |                                                   |
| 1999        | Undressed                                     | Merrith                   | Serie de televisión, temporada 2                  |
| 2000–2001   | The Huntress                                  | Brandi Thorson            | Serie de televisión, 28 episodios                 |
| 2003        | Playas Ball                                   | Tonya Jenkins             |                                                   |
| 2004        | Beck and Call                                 | Jemma                     | Película para televisión                          |
| 2004        | The Greener Grass                             | Heather                   |                                                   |
| 2005        | CSI: NY                                       | Tavia Greenburg           | Serie de televisión, 1 episodio: Tanglewood       |
| 2005        | Cold Case                                     | Suzanne                   | Serie de televisión, 1 episodio: Revolution       |
| 2005        | JAG                                           | Navy Lt. Catherine Graves | Serie de televisión, 3 episodios                  |
| 2005        | Must Love Dogs                                | Sherry                    |                                                   |
| 2005        | Out of Practice                               | Bianca/Roberta            | Serie de televisión, 2 episodios                  |
| 2005        | Partner(s)                                    | Anne                      |                                                   |
| 2006        | Kitchen Confidential                          | Alison                    | Serie de televisión, 1 episodio: Praise be Praise |
| 2006        | Alone with Her                                | Jen                       |                                                   |
| 2006        | Argo                                          | Becca                     | Cortometraje                                      |
| 2006–2010   | My Boys                                       | P.J. Franklin             | Serie de televisión, 47 episodio                  |
| 2007        | Living & Dying                                | Mary Jane                 |                                                   |
| 2007        | Resigned                                      | Alison                    | Cortometraje                                      |
| 2008        | The Year of Getting to Know Us                | Kim Temple                |                                                   |
| 2009        | The Goods: Live Hard, Sell Hard               | Ivy Selleck               |                                                   |
| 2011        | Trespass                                      | Petal                     |                                                   |
| 2011        | Harry's Law                                   | Rachael Miller            | Serie de televisión, 7 episodios                  |
| 2011 - 2012 | Dexter                                        |                           |                                                   |
| 2012        | The Mob Doctor                                | Grace Devlin              | Serie de televisión, 13 episodios                 |
| 2017        | Ozark                                         | Rachel Garrison           | Serie de televisión, 10 episodios                 |
| 2021        | Fear Street Part One: 1994                    | Mrs. Lane                 |                                                   |
| 2021        | Fear Street Part Two: 1978                    | Enfermera Mary Lane       |                                                   |
| 2021        | Fear Street Part Three: 1666                  | The Widow/Mrs. Lane       |                                                   |